# فورست بيم
فورست بيم (بالإنجليزية: Forrest Behm)‏ هو لاعب كرة قدم أمريكية أمريكي، ولد في 31 يوليو 1919 في لنكن في الولايات المتحدة، وتوفي في 29 يونيو 2015 في كورنينغ في الولايات المتحدة.